# Бобери
Бобери (фр. Beaubery) насеље је и општина у источном делу централне Француске у региону Бургоња, у департману Саона и Лоара која припада префектури Шарол.
По подацима из 2011. године у општини је живело 376 становника, а густина насељености је износила 16,36 становника/km². Општина се простире на површини од 22,98 km². Налази се на средњој надморској висини од 510 метара (максималној 555 m, а минималној 312 m).

## Демографија
| 1962. | 1968. | 1975. | 1982. | 1990. | 1999. | 2011. |
| ----- | ----- | ----- | ----- | ----- | ----- | ----- |
| 426   | 509   | 445   | 419   | 392   | 357   | 376   |

График промене броја становника у току последњих година